# Republican River
Der Republican River ist ein Fluss in den zentralen Great Plains von Nordamerika. Er fließt 729 km durch die US-Bundesstaaten Nebraska und Kansas.

## Geographie

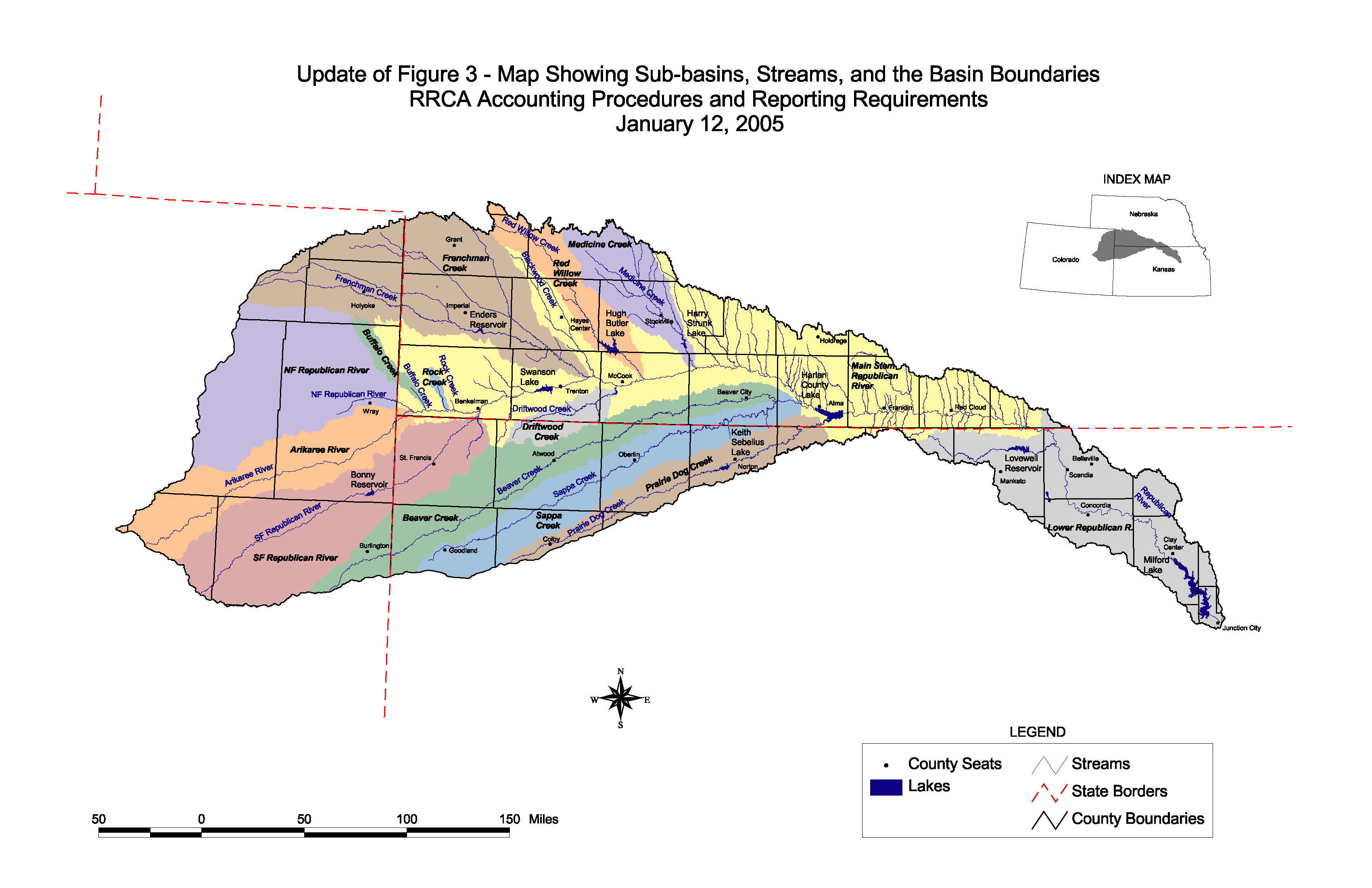
Republican River-Einzugsgebiet

Der Republican River entsteht durch den Zusammenfluss von North Fork Republican River und Arikaree River nördlich von Haigler im Dundy County.
Er vereinigt sich mit dem South Fork Republican River südöstlich von Benkelman. Alle drei Zuflüsse haben ihren Ursprung in den High Plains im nordöstlichen Colorado.
Der Republican River fließt überwiegend in östlicher Richtung entlang der Südgrenze von Nebraska, durchfließt das Swanson Reservoir und das Harlan County Reservoir, bevor er sich nach Süden wendet und in die Smoky-Hills-Region von Kansas gelangt. Der Republican River vereinigt sich mit dem Smoky Hill River bei Junction City zum Kansas River.
Einige Orte entlang des Flusslaufs sind: McCook, Clay Center, Concordia und Junction City. Nahe Concordia liegt die Republican River Pegram Truss, eine Brücke, die über den Republican River führt und im National Register of Historic Places geführt wird.

## Geschichte
Der Fluss wurde nach einem Stamm der Pawnee-Indianer benannt, die als „die Republicans“ bekannt waren (Stewart 1967:223).
Die Nutzung des Wassers des Republican River wird durch eine Vereinbarung der Staaten Nebraska, Kansas und Colorado, dem so genannten Republican River Compact, geregelt.